# Prima base (film)
Prima base (Long Gone) è un film per la televisione del 1987 diretto da Martin Davidson e interpretato da William Petersen.

## Trama
Storia della Tampico Stogies, una squadra di baseball di serie inferiore, e della sua star/manager Cecil 'Stud' Cantrell, che lotteranno uniti per la vittoria del campionato contro la corruzione ed il razzismo.

## Produzione

### Riprese
Le riprese del film sono state effettuate a Lakeland, città della Florida.

### Cast
L'attore William Petersen rifiutò di recitare nel film Platoon per interpretare il protagonista di questa pellicola.

## Distribuzione
Il film viene distribuito come film Tv negli Stati Uniti d'America e nel resto del mondo.